# 나탈 샤크스
나탈 샤크스(Natal Sharks)는 1998년 나탈 (럭비 유니온)을 대신해 생긴 남아공의 프로 럭비 유니온 팀이다. 수퍼 15에 참가하며 더반의 킹스 파크 경기장을 홈구장으로 쓴다.

## 우승 기록
- 우승-0번
- 준우승-3번(1996, 2001, 2007)